# Ханата (посёлок)
Ханата́ (калм. Ханата) — посёлок в Малодербетовском районе Калмыкии. Административный центр Ханатинского сельского муниципального образования. Посёлок расположен близ озера Ханата в 38 км к юго-востоку от Малых Дербет.
Население — 369 человек (2011).
Основан в 1853 году.

## Этимология
Название села, скорее всего, производно от названия близлежащего озера Ханата, которое в свою очередь можно перевести как "камышовое", "поросшее камышом" (от калм. хана — толстый, большой камыш)

## История
Основан в 1853 год, когда вокруг только что построенного буддийского монастыря Дунду-хурул появились отдельные стационарные жилые строения, а затем и небольшой посёлок. Дунду-хурул основан в 1737 году (первоначально был кочевым).
В 1890-х годах при Дунду хуруле известным паломником Баазой Менкеджуевым была открыта первая в Калмыкии высшая философская школа — Цаннид. Однако после смерти учителя в 1903 году она закрылась.
1 ноября 1909 года была открыта Ханатинская (Дунду – Хурульская) школа Малодербетовского улуса (В 1939 году преобразована в 8-летнюю). В период коллектизации в Ханате был организован колхоз имени 16 Партсъезда.
В 1934 году был закрыт и разрушен Дунду-хурул. 28 декабря 1943 года калмыцкое население было депортировано. Посёлок, как и другие населённые пункты Малодербетовского района вошёл в состав Сталинградской (Волгоградской) области. В 1944 году решением Сталинградского облисполкома был переименован в село Камышевка. На базе оставшегося имущества здесь был организован совхоз имени Чапаева. В 1950 году образован Чапаевский поссовет.
В 1956 году в посёлок начали возвращаться калмыки. На основании Указа Президиума Верховного Совета РСФСР от 12 января 1957 года посёлок возвращён в состав Калмыкии В 1967 году местная школа стала средней.
В 2006 году на месте хурула был возведен субурган.

## Физико-географическая характеристика
Посёлок расположен в пределах Сарпинской низменности (северо-западная часть Прикаспийской низменности), на высоте 1 м над уровнем моря. Рельеф местности равнинный. Со всех сторон посёлок окружён пастбищными угодьями. К востоку от посёлка расположено озеро Ханата. К северу и северо-западу от посёлка находятся два пруда. Согласно данным природного районирования Ханата относится к Сарпинско-Даванскому ландшафту. Почвы - солонцы в комплексе со светлокаштановыми солонцеватыми суглинистыми почвами.
По автомобильной дороге расстояние до столицы Калмыкии города Элиста составляет 230 км, до районного центра села Малые Дербеты - 38 км, до ближайшего города Волгоград Волгоградской области — 130 км, до границы с Волгоградской областью — 46 км. Ближайший населённый пункт — посёлок Зурган, расположенный в 13 м к югу от Ханаты.
Климат
Климат континентальный, засушливый, с жарким летом и относительно холодной и малоснежной зимой (согласно классификации климатов Кёппена - Dfa). Среднегодовая температура воздуха положительная и составляет + 9,2 °C, средняя температура самого жаркого месяца июля + 25,0 °С, самого холодного месяца января - 6,6 °С. Расчётная многолетняя норма осадков - 326 мм. Наименьшее количество осадков выпадает в марте, феврале и октябре (20 мм). Наибольшее количество - в июне (35 мм).
Часовой пояс
Ханата, как и вся Республика Калмыкия, находится в часовой зоне МСК (московское время). Смещение применяемого времени относительно UTC составляет +3:00.

## Население
| 2002 | 2010 | 2011 |
| ---- | ---- | ---- |
| 415  | ↘374 | ↘369 |

Национальный состав
Согласно результатам переписи 2002 года большинство населения посёлка составляли калмыки (96 %)

## Социальная инфраструктура
В посёлке имеется несколько магазинов, сельский клуб и библиотека. Медицинское обслуживание жителей посёлка обеспечивают фельдшерско-акушерский пункт и Малодербетовская центральная районная больница. Ближайшее отделение скорой медицинской помощи расположено в Малых Дербетах. Среднее образование жители посёлка получают в Ханатинской средней общеобразовательной школе.
Посёлок газифицирован. Центральное водоснабжение отсутствует, потребность в пресной воде обеспечивается индивидуально, путём доставки воды к каждому домовладению. Водоотведение осуществляется за счёт использования выгребных ям.
Для захоронения умерших, как правило, используются местное кладбище.

## Улицы
Улицы посёлка Ханата:
60 лет Октября (улица)
А. Х. Бамбышева (улица)
Г. Э. Даваева (улица)
Деликова (переулок)
Клыкова (переулок)
Ленина (улица)
О. Городовикова (улица)
Пролетарский (переулок)
Степная (улица)
Хлебникова (улица)

## Достопримечательности
- Ротонда «Цаган Аав» (2000 год)
- Сюме «Зункван Орг»
- Обелиск погибшим воинам в годы Великой Отечественной войны (1961 года)[21]